# 時聞香港
時聞香港（英語：Hong Kong Good News）是香港一個具親建制背景的臉書專頁，由全國政協劉迺強經營。

## 爭議

### 誤認盧巧音是何韻詩
2015年4月，歌手盧巧音和組合Kolor、Fabel到中山開演唱會，時聞香港誤將盧巧音當作何韻詩，發文批評她：「咦？你咁不恥做中國人，點解又要返內地搵人仔？」（咦？你那麼不恥當中國人，為甚麼又要回內地賺人民幣？），時聞香港的錯誤引起網民批評。

### 捏造泛民主派政黨捐款殉職消防員聲明
2016年6月21日，淘大工業村一迷你倉發生火警，時聞香港於6月27日晚發布圖文，聲稱民主黨、公民黨、工黨發表「聯合聲明」，指會「將去年和今年七一遊行全數市民捐款撥捐殉職消防員家屬」，又加上一句「為左選票可以去到幾…」，暗指3個泛民主派政黨在是次意外進行選舉操作。期後，三黨分別發聲明否認，有網民批評時聞香港「無恥到用不幸事件做假陷害人」。

### 涉嫌侵犯設計組合DDED版權
2017年8月，於民主黨成員林子健報稱遭中國內地「強力部門」虐待後，設計組合DDED在臉書發佈一幅自行創作的圖片回應事件，及後時聞香港上載一張諷刺林子健，但構圖設計與DDED的作品十分相似的圖片，及後DDED在其社交媒體頻道公開事件，最終時聞香港悄悄把帖文刪除。DDED 成員接受訪問時指「估唔到有咁多人為公義發聲」（想不到有那麼多人為公義發聲），認為是「正義嘅小勝利」（正義的小勝利）。

### 散播「捷克分子生物學家強調新冠病毒源自美軍實驗室」謠言
2020年4月6日，時聞香港發佈帖子以「捷克分子生物學家強調：新冠病毒源自美軍實驗室」為標題的文章，內容提到捷克分子生物學家Soňa Peková博士在接受斯洛伐克電視台TA3訪問時詳細解釋，「她認為這種新型冠狀病毒起源於美國的實驗室，而不是在受感染的動物身上發現的自然突變，更不是來自中國的實驗室。」
香港調查性新聞通訊社傳真社對相關內容作出查證，經調查，傳真社發現一個名為「自由四川電台」的Twitter帳號曾於3月31日發文：「捷克著名分子生物學家Soňa Peková博士經過研究，認為新冠病毒起源於美國的實驗室，而非中國的實驗室。」該消息隨即於中國內地平台流傳。4月1日，台灣政論談話節目《新聞龍捲風》亦有播出相關內容，節目中時事評論員江中博談及：「她（Soňa Peková博士）認為新冠肺炎的病毒，就是新冠病毒COVID-19，是來自於美國。而且她說，這就是人為製造出來的，就可能是來自於你美國的實驗室。」傳真社又指出，「時聞香港」和「自由四川電台」均在帖子附上「報道原文」連結，然而該連結並非原文，而是香港媒體「Dimsum Daily」3月30日發佈的英文報道，內容引述Soňa Peková在電視台TA3的訪問中指，她有理由相信病毒源於實驗室，而非自然而生。其餘內容包括美國對病毒來源的取態，及病毒為美軍所製造的生化武器等猜測，均屬與Soňa Peková無關的作者的個人意見，而電視台TA3訪問Soňa Peková的片段中完全沒有提及過美國，也沒提及她估計病毒源於什麼國家的實驗室。傳真社隨後以電郵聯絡Soňa Peková求證，Soňa Peková直指報道是假的，又指從未說過或暗示過病毒可能源自任何美國的實驗室，又表示對於造假消息感到無奈。